# Dipartimento di Casanare
Il dipartimento di Casanare è uno dei 32 dipartimenti della Colombia. Il capoluogo del dipartimento è Yopal.

## Geografia fisica
Il dipartimento di Casanare confina a nord con il dipartimento di Arauca, da cui è separato dal fiume Casanare. Ad est il fiume Meta lo divide dai dipartimenti di Meta e di Vichada, ad ovest confina con il Dipartimento di Boyacá.
Il territorio è costituito nella parte occidentale dalla fascia pedemontana della Cordigliera Orientale da cui scendono i fiumi Casanare, Ariporo, Guachirìa, Pauto, Cravo Sur, Cusiana ed Upìa che confluiscono nel fiume Meta formando il territorio pianeggiante caratteristico della parte orientale del dipartimento.

## Geografia antropica

### Suddivisioni amministrative
Il dipartimento di Casanare si compone di 19 comuni:
- Aguazul
- Chámeza
- Hato Corozal
- La Salina
- Maní
- Monterrey
- Nunchía
- Orocué
- Paz de Ariporo
- Pore
- Recetor
- Sabanalarga
- Sácama
- San Luis de Palenque
- Támara
- Tauramena
- Trinidad
- Villanueva
- Yopal